# 6 Hours of Spa-Francorchamps 2012

Tor Spa-Francorchamps

6 Hours of Spa-Francorchamps 2012 – długodystansowy wyścig samochodowy, który odbył się 5 maja 2012 roku. Był on drugą rundą sezonu 2012 serii FIA World Endurance Championship.

## Uczestnicy
Z powodu odwołania rundy European Le Mans Series na torze Zolder, zespoły ELMS otrzymały zaproszenie do tego wyścigu. Z możliwości startu skorzystały cztery załogi LMP2 oraz dwie załogi LMGTE Am.
W wyścigu nie wzięły udziały zespoły Toyota Racing oraz Pescarolo Team. Toyota wycofała się z powodu wypadku podczas testów nowej Toyoty TS030 Hybrid. Pescarolo zrezygnowało ze startu z powodu opóźnień w produkcji nowej konstrukcji – Pescarolo 03.

## Harmonogram
| Dzień            | Godzina | Sesja                     |
| ---------------- | ------- | ------------------------- |
| Czwartek, 3 maja | 11:45   | Pierwsza sesja treningowa |
| Czwartek, 3 maja | 16:25   | Druga sesja treningowa    |
| Piątek, 4 maja   | 10:00   | Trzecia sesja treningowa  |
| Piątek, 4 maja   | 15:10   | Sesja kwalifikacyjna      |
| Sobota, 5 maja   | 10:05   | Rozgrzewka                |
| Sobota, 5 maja   | 14:30   | Wyścig                    |
| Źródło           |         |                           |

## Sesje treningowe
| Klasa          | Zespół                      | Samochód                 | Czas           | Okr.           |
| Sesja pierwsza | Sesja pierwsza              | Sesja pierwsza           | Sesja pierwsza | Sesja pierwsza |
| -------------- | --------------------------- | ------------------------ | -------------- | -------------- |
| LMP1           | #1 Audi Sport Team Joest    | Audi R18 e-tron quattro  | 2:04,434       | 31             |
| LMP2           | #49 Pecom Racing            | Oreca 03–Nissan          | 2:10,646       | 30             |
| LMGTE Pro      | #51 AF Corse                | Ferrari 458 Italia GT2   | 2:20,915       | 30             |
| LMGTE Am       | #88 Team Felbermayr-Proton  | Porsche 911 RSR          | 2:23,135       | 29             |
| Sesja druga    |                             |                          |                |                |
| LMP1           | #1 Audi Sport Team Joest    | Audi R18 e-tron quattro  | 2:03,075       | 31             |
| LMP2           | #24 OAK Racing              | Morgan LMP2–Judd         | 2:10,058       | 28             |
| LMGTE Pro      | #77 Team Felbermayr-Proton  | Porsche 911 RSR          | 2:19,668       | 27             |
| LMGTE Am       | #67 IMSA Performance Matmut | Porsche 911 RSR          | 2:21,874       | 29             |
| Sesja trzecia  |                             |                          |                |                |
| LMP1           | #1 Audi Sport Team Joest    | Audi R18 e-tron quattro  | 2:01,998       | 22             |
| LMP2           | #49 Pecom Racing            | Oreca 03–Nissan          | 2:09,170       | 21             |
| LMGTE Pro      | #97 Aston Martin Racing     | Aston Martin Vantage GTE | 2:19,785       | 22             |
| LMGTE Am       | #70 Larbre Compétition      | Chevrolet Corvette C6.R  | 2:22,073       | 16             |

## Kwalifikacje
Pole position w każdej kategorii oznaczone jest pogrubieniem.
| Poz.   | Klasa     | Zespół                           | Kierowca             | Czas     | Poz. s. |
| ------ | --------- | -------------------------------- | -------------------- | -------- | ------- |
| 1      | LMP1      | #2 Audi Sport Team Joest         | Allan McNish         | 2:01,579 | 1       |
| 2      | LMP1      | #4 Audi Sport Team North America | Marco Bonanomi       | 2:02,093 | 2       |
| 3      | LMP1      | #1 Audi Sport Team Joest         | Marcel Fässler       | 2:02,232 | 3       |
| 4      | LMP1      | #3 Audi Sport Team Joest         | Loïc Duval           | 2:02,705 | 4       |
| 5      | LMP1      | #12 Rebellion Racing             | Neel Jani            | 2:04,234 | 5       |
| 6      | LMP1      | #21 Strakka Racing               | Danny Watts          | 2:04,636 | 6       |
| 7      | LMP1      | #13 Rebellion Racing             | Andrea Belicchi      | 2:05,078 | 7       |
| 8      | LMP1      | #22 JRM                          | Karun Chandhok       | 2:06,946 | 8       |
| 9      | LMP1      | #17 Pescarolo Team               | Sébastien Bourdais   | 2:06,954 | 9       |
| 10     | LMP1      | #15 OAK Racing                   | Guillaume Moreau     | 2:07,504 | 10      |
| 11     | LMP2      | #25 ADR-Delta                    | John Martin          | 2:09,302 | 11      |
| 12     | LMP2      | #32 Lotus                        | James Rossiter       | 2:09,343 | Pitlane |
| 13     | LMP2      | #38 Jota                         | Sam Hancock          | 2:09,634 | 13      |
| 14     | LMP2      | #24 OAK Racing                   | Olivier Pla          | 2:09,656 | 14      |
| 15     | LMP2      | #31 Lotus                        | Renger van der Zande | 2:09,833 | 15      |
| 16     | LMP2      | #49 Pecom Racing                 | Soheil Ayari         | 2:09,965 | 16      |
| 17     | LMP2      | #41 Greaves Motorsport           | Elton Julian         | 2:10,656 | 17      |
| 18     | LMP2      | #35 OAK Racing                   | Bas Leinders         | 2:10,875 | 18      |
| 19     | LMP2      | #45 Boutsen Ginion Racing        | Jack Clarke          | 2:11,052 | 19      |
| 20     | LMP2      | #44 Starworks Motorsport         | Enzo Potolicchio     | 2:11,185 | 20      |
| 21     | LMP2      | #48 Murphy Prototypes            | Warren Hughes        | 2:11,266 | 21      |
| 22     | LMP2      | #26 Signatech-Nissan             | Pierre Ragues        | 2:11,520 | 22      |
| 23     | LMP2      | #40 Race Performance             | Ralph Meichtry       | 2:11,667 | 23      |
| 24     | LMP2      | #23 Signatech Nissan             | Olivier Lombard      | 2:12,078 | 24      |
| 25     | LMP2      | #28 Gulf Racing Middle East      | Stefan Johansson     | 2:14,297 | 25      |
| 26     | LMP2      | #29 Gulf Racing Middle East      | Jean-Denis Délétraz  | 2:15,537 | 26      |
| 27     | LMP2      | #43 Extrime Limite ARIC          | Philippe Haezebrouck | 2:17,810 | 27      |
| 28     | LMGTE Pro | #59 Luxury Racing                | Frédéric Makowiecki  | 2:19,770 | 28      |
| 29     | LMGTE Pro | #51 AF Corse                     | Giancarlo Fisichella | 2:20,143 | 29      |
| 30     | LMGTE Pro | #97 Aston Martin Racing          | Stefan Mücke         | 2:20,227 | 30      |
| 31     | LMGTE Pro | #77 Team Felbermayr-Proton       | Marc Lieb            | 2:20,251 | 31      |
| 32     | LMGTE Pro | #71 AF Corse                     | Andrea Bertolini     | 2:20,885 | 32      |
| 33     | LMGTE Am  | #67 IMSA Performance Matmut      | Nicolas Armindo      | 2:21,640 | 33      |
| 34     | LMGTE Am  | #81 AF Corse                     | Marco Cioci          | 2:21,975 | 34      |
| 35     | LMGTE Am  | #58 Luxury Racing                | Gunnar Jeannette     | 2:22,062 | 35      |
| 36     | LMGTE Am  | #50 Larbre Compétition           | Julien Canal         | 2:22,534 | 36      |
| 37     | LMGTE Am  | #70 Larbre Compétition           | Jean-Philippe Belloc | 2:22,542 | 37      |
| 38     | LMGTE Am  | #61 AF Corse-Waltrip             | Rui Águas            | 2:23,116 | 38      |
| 39     | LMGTE Am  | #55 JWA-Avila                    | Markus Palttala      | 2:24,035 | 39      |
| 40     | LMGTE Am  | #88 Team Felbermayr-Proton       | Christian Ried       | 2:25,358 | 40      |
| 41     | LMGTE Am  | #57 Krohn Racing                 | Tracy Krohn          | 2:26,763 | 41      |
| 42     | LMP2      | #30 Status GP                    | —                    | —        | —       |
| Źródła |           |                                  |                      |          |         |

## Wyścig

### Wyniki
Minimum do bycia sklasyfikowanym (70 procent dystansu pokonanego przez zwycięzców wyścigu) wyniosło 112 okrążeń. Zwycięzcy klas są oznaczeni pogrubieniem.
| Poz.                  | Klasa     | Zespół                      | Kierowcy                                             | Samochód                                | Opony | Okr. |
| Poz.                  | Klasa     | Zespół                      | Kierowcy                                             | Silnik                                  | Opony | Okr. |
| --------------------- | --------- | --------------------------- | ---------------------------------------------------- | --------------------------------------- | ----- | ---- |
| 1                     | LMP1      | #3 Audi Sport Team Joest    | Romain Dumas Loïc Duval Marc Gené                    | Audi R18 ultra                          | M     | 160  |
| 1                     | LMP1      | #3 Audi Sport Team Joest    | Romain Dumas Loïc Duval Marc Gené                    | Audi TDI 3.7 L Turbo V6 (Diesel)        | M     | 160  |
| 2                     | LMP1      | #1 Audi Sport Team Joest    | André Lotterer Marcel Fässler Benoît Tréluyer        | Audi R18 e-tron quattro                 | M     | 160  |
| 2                     | LMP1      | #1 Audi Sport Team Joest    | André Lotterer Marcel Fässler Benoît Tréluyer        | Audi TDI 3.7 L Turbo V6 (Hybrid Diesel) | M     | 160  |
| 3                     | LMP1      | #4 Audi Sport North America | Oliver Jarvis Marco Bonanomi                         | Audi R18 ultra                          | M     | 159  |
| 3                     | LMP1      | #4 Audi Sport North America | Oliver Jarvis Marco Bonanomi                         | Audi TDI 3.7 L Turbo V6 (Diesel)        | M     | 159  |
| 4                     | LMP1      | #2 Audi Sport Team Joest    | Allan McNish Tom Kristensen Rinaldo Capello          | Audi R18 e-tron quattro                 | M     | 159  |
| 4                     | LMP1      | #2 Audi Sport Team Joest    | Allan McNish Tom Kristensen Rinaldo Capello          | Audi TDI 3.7 L Turbo V6 (Hybrid Diesel) | M     | 159  |
| 5                     | LMP1      | #12 Rebellion Racing        | Nicolas Prost Neel Jani Nick Heidfeld                | Lola B12/60                             | M     | 156  |
| 5                     | LMP1      | #12 Rebellion Racing        | Nicolas Prost Neel Jani Nick Heidfeld                | Toyota RV8KLM 3.4 L V8                  | M     | 156  |
| 6                     | LMP1      | #13 Rebellion Racing        | Andrea Belicchi Harold Primat                        | Lola B12/60                             | M     | 155  |
| 6                     | LMP1      | #13 Rebellion Racing        | Andrea Belicchi Harold Primat                        | Toyota RV8KLM 3.4 L V8                  | M     | 155  |
| 7                     | LMP1      | #21 Strakka Racing          | Nick Leventis Jonny Kane Danny Watts                 | HPD ARX-03a                             | M     | 154  |
| 7                     | LMP1      | #21 Strakka Racing          | Nick Leventis Jonny Kane Danny Watts                 | Honda LM-V8 3.4 L V8                    | M     | 154  |
| 8                     | LMP2      | #38 Jota                    | Sam Hancock Simon Dolan                              | Zytek Z11SN                             | D     | 151  |
| 8                     | LMP2      | #38 Jota                    | Sam Hancock Simon Dolan                              | Nissan VK45DE 4.5 L V8                  | D     | 151  |
| 9                     | LMP2      | #25 ADR-Delta               | John Martin Robbie Kerr Tor Graves                   | Oreca 03                                | D     | 151  |
| 9                     | LMP2      | #25 ADR-Delta               | John Martin Robbie Kerr Tor Graves                   | Nissan VK45DE 4.5 L V8                  | D     | 151  |
| 10                    | LMP2      | #48 Murphy Prototypes       | Warren Hughes Jody Firth Brendon Hartley             | Oreca 03                                | D     | 151  |
| 10                    | LMP2      | #48 Murphy Prototypes       | Warren Hughes Jody Firth Brendon Hartley             | Nissan VK45DE 4.5 L V8                  | D     | 151  |
| 11                    | LMP2      | #35 OAK Racing              | David Heinemeier Hansson Bas Leinders                | Morgan LMP2                             | D     | 150  |
| 11                    | LMP2      | #35 OAK Racing              | David Heinemeier Hansson Bas Leinders                | Judd HK 3.6 L V8                        | D     | 150  |
| 12                    | LMP1      | #22 JRM                     | Peter Dumbreck David Brabham Karun Chandhok          | HPD ARX-03a                             | M     | 150  |
| 12                    | LMP1      | #22 JRM                     | Peter Dumbreck David Brabham Karun Chandhok          | Honda LM-V8 3.4 L V8                    | M     | 150  |
| 13                    | LMP2      | #45 Boutsen Ginion Racing   | Bastien Brière Jack Clarke Jens Petersen             | Oreca 03                                | D     | 149  |
| 13                    | LMP2      | #45 Boutsen Ginion Racing   | Bastien Brière Jack Clarke Jens Petersen             | Nissan VK45DE 4.5 L V8                  | D     | 149  |
| 14                    | LMP2      | #28 Gulf Racing Middle East | Fabien Giroix Maxime Jousse Stefan Johansson         | Lola B12/80                             | D     | 148  |
| 14                    | LMP2      | #28 Gulf Racing Middle East | Fabien Giroix Maxime Jousse Stefan Johansson         | Nissan VK45DE 4.5 L V8                  | D     | 148  |
| 15                    | LMP1      | #17 Pescarolo Team          | Nicolas Minassian Sébastien Bourdais                 | Dome S102.5                             | M     | 147  |
| 15                    | LMP1      | #17 Pescarolo Team          | Nicolas Minassian Sébastien Bourdais                 | Judd DB 3.4 L V8                        | M     | 147  |
| 16                    | LMP2      | #41 Greaves Motorsport      | Christian Zugel Ricardo González Elton Julian        | Zytek Z11SN                             | D     | 147  |
| 16                    | LMP2      | #41 Greaves Motorsport      | Christian Zugel Ricardo González Elton Julian        | Nissan VK45DE 4.5 L V8                  | D     | 147  |
| 17                    | LMP2      | #24 OAK Racing              | Jacques Nicolet Olivier Pla Matthieu Lahaye          | Morgan LMP2                             | D     | 144  |
| 17                    | LMP2      | #24 OAK Racing              | Jacques Nicolet Olivier Pla Matthieu Lahaye          | Judd HK 3.6 L V8                        | D     | 144  |
| 18                    | LMGTE Pro | #77 Team Felbermayr-Proton  | Marc Lieb Richard Lietz                              | Porsche 911 RSR                         | M     | 144  |
| 18                    | LMGTE Pro | #77 Team Felbermayr-Proton  | Marc Lieb Richard Lietz                              | Porsche 4.0 L Flat-6                    | M     | 144  |
| 19                    | LMGTE Pro | #51 AF Corse                | Giancarlo Fisichella Gianmaria Bruni                 | Ferrari 458 Italia GT2                  | M     | 144  |
| 19                    | LMGTE Pro | #51 AF Corse                | Giancarlo Fisichella Gianmaria Bruni                 | Ferrari 4.5 L V8                        | M     | 144  |
| 20                    | LMGTE Pro | #59 Luxury Racing           | Frédéric Makowiecki Jaime Melo                       | Ferrari 458 Italia GT2                  | M     | 143  |
| 20                    | LMGTE Pro | #59 Luxury Racing           | Frédéric Makowiecki Jaime Melo                       | Ferrari 4.5 L V8                        | M     | 143  |
| 21                    | LMGTE Pro | #71 AF Corse                | Andrea Bertolini Olivier Beretta                     | Ferrari 458 Italia GT2                  | M     | 141  |
| 21                    | LMGTE Pro | #71 AF Corse                | Andrea Bertolini Olivier Beretta                     | Ferrari 4.5 L V8                        | M     | 141  |
| 22                    | LMGTE Am  | #67 IMSA Performance Matmut | Anthony Pons Nicolas Armindo Raymond Narac           | Porsche 911 RSR                         | M     | 139  |
| 22                    | LMGTE Am  | #67 IMSA Performance Matmut | Anthony Pons Nicolas Armindo Raymond Narac           | Porsche 4.0 L Flat-6                    | M     | 139  |
| 23                    | LMP2      | #29 Gulf Racing Middle East | Keiko Ihara Jean-Denis Délétraz                      | Lola B12/80                             | D     | 139  |
| 23                    | LMP2      | #29 Gulf Racing Middle East | Keiko Ihara Jean-Denis Délétraz                      | Nissan VK45DE 4.5 L V8                  | D     | 139  |
| 24                    | LMGTE Am  | #88 Team Felbermayr-Proton  | Christian Ried Gianluca Roda Paolo Ruberti           | Porsche 911 RSR                         | M     | 139  |
| 24                    | LMGTE Am  | #88 Team Felbermayr-Proton  | Christian Ried Gianluca Roda Paolo Ruberti           | Porsche 4.0 L Flat-6                    | M     | 139  |
| 25                    | LMP2      | #49 Pecom Racing            | Luís Pérez Companc Soheil Ayari Pierre Kaffer        | Oreca 03                                | D     | 139  |
| 25                    | LMP2      | #49 Pecom Racing            | Luís Pérez Companc Soheil Ayari Pierre Kaffer        | Nissan VK45DE 4.5 L V8                  | D     | 139  |
| 26                    | LMGTE Am  | #81 AF Corse                | Piergiuseppe Perazzini Marco Cioci Matt Griffin      | Ferrari 458 Italia GT2                  | M     | 138  |
| 26                    | LMGTE Am  | #81 AF Corse                | Piergiuseppe Perazzini Marco Cioci Matt Griffin      | Ferrari 4.5 L V8                        | M     | 138  |
| 27                    | LMGTE Am  | #50 Larbre Compétition      | Patrick Bornhauser Julien Canal Fernando Rees        | Chevrolet Corvette C6.R                 | M     | 137  |
| 27                    | LMGTE Am  | #50 Larbre Compétition      | Patrick Bornhauser Julien Canal Fernando Rees        | Chevrolet 5.5 L V8                      | M     | 137  |
| 28                    | LMGTE Am  | #58 Luxury Racing           | Pierre Ehret Frankie Montecalvo Gunnar Jeannette     | Ferrari 458 Italia GT2                  | M     | 137  |
| 28                    | LMGTE Am  | #58 Luxury Racing           | Pierre Ehret Frankie Montecalvo Gunnar Jeannette     | Ferrari 4.5 L V8                        | M     | 137  |
| 29                    | LMP2      | #32 Lotus                   | Luca Moro Kevin Weeda James Rossiter                 | Lola B12/80                             | D     | 137  |
| 29                    | LMP2      | #32 Lotus                   | Luca Moro Kevin Weeda James Rossiter                 | Lotus 3.6 L V8                          | D     | 137  |
| 30                    | LMP2      | #26 Signatech-Nissan        | Pierre Ragues Nelson Panciatici Roman Rusinow        | Oreca 03                                | D     | 136  |
| 30                    | LMP2      | #26 Signatech-Nissan        | Pierre Ragues Nelson Panciatici Roman Rusinow        | Nissan VK45DE 4.5 L V8                  | D     | 136  |
| 31                    | LMGTE Am  | #55 JWA-Avila               | Paul Daniels Joël Camathias Markus Palttala          | Porsche 911 RSR                         | P     | 134  |
| 31                    | LMGTE Am  | #55 JWA-Avila               | Paul Daniels Joël Camathias Markus Palttala          | Porsche 4.0 L Flat-6                    | P     | 134  |
| 32                    | LMGTE Am  | #57 Krohn Racing            | Tracy Krohn Niclas Jönsson Michele Rugolo            | Ferrari 458 Italia GT2                  | D     | 129  |
| 32                    | LMGTE Am  | #57 Krohn Racing            | Tracy Krohn Niclas Jönsson Michele Rugolo            | Ferrari 4.5 L V8                        | D     | 129  |
| 33                    | LMP2      | #23 Signatech-Nissan        | Franck Mailleux Jordan Tresson Olivier Lombard       | Oreca 03                                | D     | 128  |
| 33                    | LMP2      | #23 Signatech-Nissan        | Franck Mailleux Jordan Tresson Olivier Lombard       | Nissan VK45DE 4.5 L V8                  | D     | 128  |
| 34                    | LMP2      | #44 Starworks Motorsport    | Ryan Dalziel Enzo Potolicchio Stéphane Sarrazin      | HPD ARX-03b                             | D     | 123  |
| 34                    | LMP2      | #44 Starworks Motorsport    | Ryan Dalziel Enzo Potolicchio Stéphane Sarrazin      | Honda HR28TT 2.8 L Turbo V6             | D     | 123  |
| Niesklasyfikowani     |           |                             |                                                      |                                         |       |      |
|                       | LMP1      | #15 OAK Racing              | Guillaume Moreau Dominik Kraihamer Bertrand Baguette | OAK Pescarolo 01                        | D     | 151  |
| Judd DB 3.4 L V8      | LMP1      | #15 OAK Racing              | Guillaume Moreau Dominik Kraihamer Bertrand Baguette |                                         | D     | 151  |
|                       | LMP2      | #31 Lotus                   | Thomas Holzer Mirco Schultis Renger van der Zande    | Lola B12/80                             | D     | 124  |
| Lotus 3.6 L V8        | LMP2      | #31 Lotus                   | Thomas Holzer Mirco Schultis Renger van der Zande    |                                         | D     | 124  |
|                       | LMP2      | #43 Extrême Limite ARIC     | Philippe Haezebrouck Philippe Thirion                | Norma M200P                             | D     | 83   |
| Judd HK 3.6 L V8      | LMP2      | #43 Extrême Limite ARIC     | Philippe Haezebrouck Philippe Thirion                |                                         | D     | 83   |
|                       | LMP2      | #40 Race Performance        | Michel Frey Jonathan Hirschi Ralph Meichtry          | Oreca 03                                | D     | 45   |
| Judd HK 3.6 L V8      | LMP2      | #40 Race Performance        | Michel Frey Jonathan Hirschi Ralph Meichtry          |                                         | D     | 45   |
|                       | LMGTE Am  | #70 Larbre Compétition      | Christophe Bourret Jean-Philippe Belloc              | Chevrolet Corvette C6.R                 | M     | 39   |
| Chevrolet 5.5 L V8    | LMGTE Am  | #70 Larbre Compétition      | Christophe Bourret Jean-Philippe Belloc              |                                         | M     | 39   |
|                       | LMGTE Pro | #97 Aston Martin Racing     | Stefan Mücke Adrián Fernández Darren Turner          | Aston Martin Vantage GTE                | M     | 11   |
| Aston Martin 4.5 L V8 | LMGTE Pro | #97 Aston Martin Racing     | Stefan Mücke Adrián Fernández Darren Turner          |                                         | M     | 11   |
| Nie wystartowali      |           |                             |                                                      |                                         |       |      |
|                       | LMGTE Am  | #61 AF Corse-Waltrip        | Robert Kauffman Brian Vickers Rui Águas              | Ferrari 458 Italia GT2                  | M     | –    |
| Ferrari 4.5 L V8      | LMGTE Am  | #61 AF Corse-Waltrip        | Robert Kauffman Brian Vickers Rui Águas              |                                         | M     | –    |
|                       | LMP2      | #30 Status GP               | Alexander Sims Yelmer Buurman Romain Iannetta        | Lola B12/80                             | D     | –    |
| Judd HK 3.6 L V8      | LMP2      | #30 Status GP               | Alexander Sims Yelmer Buurman Romain Iannetta        |                                         | D     | –    |

### Statystyki

#### Najszybsze okrążenie
| Klasa     | Kierowca            | Zespół                     | Czas     | Okr. |
| --------- | ------------------- | -------------------------- | -------- | ---- |
| LMP1      | Marcel Fässler      | #1 Audi Sport Team Joest   | 2:01,851 | 152  |
| LMP2      | Stéphane Sarrazin   | #44 Starworks Motorsport   | 2:09,835 | 89   |
| LMGTE Pro | Frédéric Makowiecki | #59 Luxury Racing          | 2:20,116 | 53   |
| LMGTE Am  | Paolo Ruberti       | #88 Team Felbermayr-Proton | 2:22,085 | 108  |
| Źródło    |                     |                            |          |      |